# کیش‌ماریا
کیش‌ماریا (به مجاری:  Kismarja) یک منطقهٔ مسکونی در مجارستان است که در ناحیه درچکه واقع شده‌است. کیش‌ماریا ۴۷٫۱۶ کیلومتر مربع مساحت و ۱٬۲۵۴ نفر جمعیت دارد.